# Verdrag van Oujda
Het Verdrag van Oujda (ook bekend als het Verdrag van de Arabisch-Afrikaanse Federatie) werd op 13 augustus 1984 ondertekend tussen koning Hassan II van Marokko en Moammar al-Qadhafi van Libië. Het werd op 31 augustus bij een referendum goedgekeurd door de Marokkaanse kiezers, en door het Libische Algemene Volkscongres. Het doel was om een "unie van staten" tussen de twee tot stand te brengen, en uiteindelijk een "Grote Arabische Maghreb" te creëren.
Op het verdrag werd negatief gereageerd door de Amerikaanse regering onder president Ronald Reagan, die wees op de "onbetrouwbare reputatie van Libië" en zijn leider “een aanstichter van internationaal terrorisme” noemde. Ook andere westerse landen, zoals Spanje en Frankrijk, uitten hun ongemak.